# Matiša Zvekanović
Matiša (Matija) Zvekanović (Subotica, 17. veljače 1913. – 24. travnja 1991.) je bio istaknuti duhovnik iz zajednice bačkih Hrvata. Bio je obnašao dužnost biskupa Subotičke biskupije.

## Životopis
Rodio se 1913. godine. Za srednju je školu izabrao gimnaziju. Bogoslovlje je studirao u Sarajevu.
29. lipnja 1937. zaredio se za svećenika.
Nakon što se zaredio, bio je župnikom u Đurđinu (u crkvi sv. Josipa Radnika), Šandoru, Monoštoru i Subotici (u crkvi Uskrsnuća Isusova gdje je bio prvi župnik) i katedrali sv. Terezije Avilske). 
Dok je bio župnikom u Monoštoru, utemeljen je Zavitni dan, spomen-dan koji se obilježava 13. listopada svake godine.
Za naslovnog biskupa Burce postavljen je 13. studenoga 1955., a dužnost je obnašao do 25. siječnja 1968. godine.
25. veljače 1956. posvećen je za biskupa., posvetio ga je beogradski nadbiskup Josip Antun Ujčić, a suposvetitelji bili su kardinal Franjo Šeper (naslovni biskup Philippopolisa Tračkog) i pomoćni biskup đakovsko-srijemski i naslovni biskup Herakleje Ponteske Stjepan Bauerlein. Od 1958. do 25. siječnja 1968. bio je apostolski administrator za Jugoslavensku Bačku, 1968. izdignute na razinu biskupije (Subotička biskupija), čijim je biskupom bio od 25. veljače, sve do 25. travnja 1989. godine.
Kad je 18. listopada 1959. u zagrebačkoj prvostolnici Alfred Pichler bio posvećen za rezidencijalnog biskupa i to kao prvog poratnog ondašnjoj Jugoslaviji, glavni posvetitelji bili su nadbiskup-koadjutor zagrebački dr Franjo Šeper, a suposvetitelji biskup skopski dr Smiljan Čekada (nekadašnji upravitelj Banjolučke biskupije) kao apostolski upravitelj te Matiša Zvekanović kao apostolski administrator Bačke (inače Pichlerov školski kolega).
1963. je godine na Kongresu u spomen slavenskih apostola Ćirila i Metoda, održanom od 12. do 16. srpnja u Salzburgu, jedan od glavnih predavača bio je Zvekanović, uz dr Dragutina Kniewalda iz Zagreba.
1968. je godine na Bunarić donio kopiju Gospe od Siracuse i od onda se održava proštenje u njenu čast.
Bio je jednim od koncilskih otaca na Drugom vatikanskom koncilu 1968. godine na 1., 2., 3. i 4. sesiji.
1969. je na izričitu želju Matiše Zvekanovića, Bele Gabrića i još nekih, a na osnovi narudžbe Gradske knjižnice u Subotici, Bibliografija Ivana Kujundžića koju je napisao Ante Sekulić, objavljena je i kao poseban otisak.
1972. je bio asistirao pri posvećenju biskupa Tomasa Junga (mađ. Tamás Jung).
1972. – 1973. godine subotička je katedrala doživjela drugu veliku obnovu za biskupovanja Matije Zvekanovica i župnika Franje Vujkovića.
Na kamenima temeljcima iz Lourdesa i Fatime koje su donijeli biskup Zvekanović i župnik Andrija Kopilović podignuta je Crkva Marije Majke Crkve u Šandoru.
1985. godine na Veliku Gospu asistirao je zajedno s klerom bačkog dekanata beogradskom apostolskom nunciju Francescu Colasuonnu pri krunjenju lika Gospe Radosne u franjevačkom samostanu u Baču.
1987. je vodio pogrebne obrede hrvatskom književniku Anti Jakšiću.
25. travnja 1989. godine umirovio se na mjestu biskupa Subotičke biskupije a naslijedio ga je Ivan Penzeš.
Zadnjih je godina svog života Zvekanović uz suradnju župnika Franje Vujkovića i Stjepana Beretića dao pokriti bakrenim limom zvonike i krov subotičke katedrale.
18. lipnja 1989. asistirao je pri posvećenju biskupa Ivana Penzeša.
Rezidencijalnim je biskupom od 8. veljače 1991. Umro je dva i pol mjeseca poslije.
Poznati svećenici koje je zaredio:
- Andrija Anišić, 18. ožujka 1984. u Subotici u katedralnoj bazilici Svete Terezije Avilske[18]
- Lazar Ivan Krmpotić, 29. lipnja 1962.[19]
- Stjepan Beretić, 17. veljače 1974. u župnoj crkvi Presvetog Trojstva u Somboru,[6]

Hrvatski pjesnik iz Bačke, svećenik Marko Vukov, posvetio mu je pjesmu Vinogradar.